# Heilig-Kreuz-Kirche (Eppan)

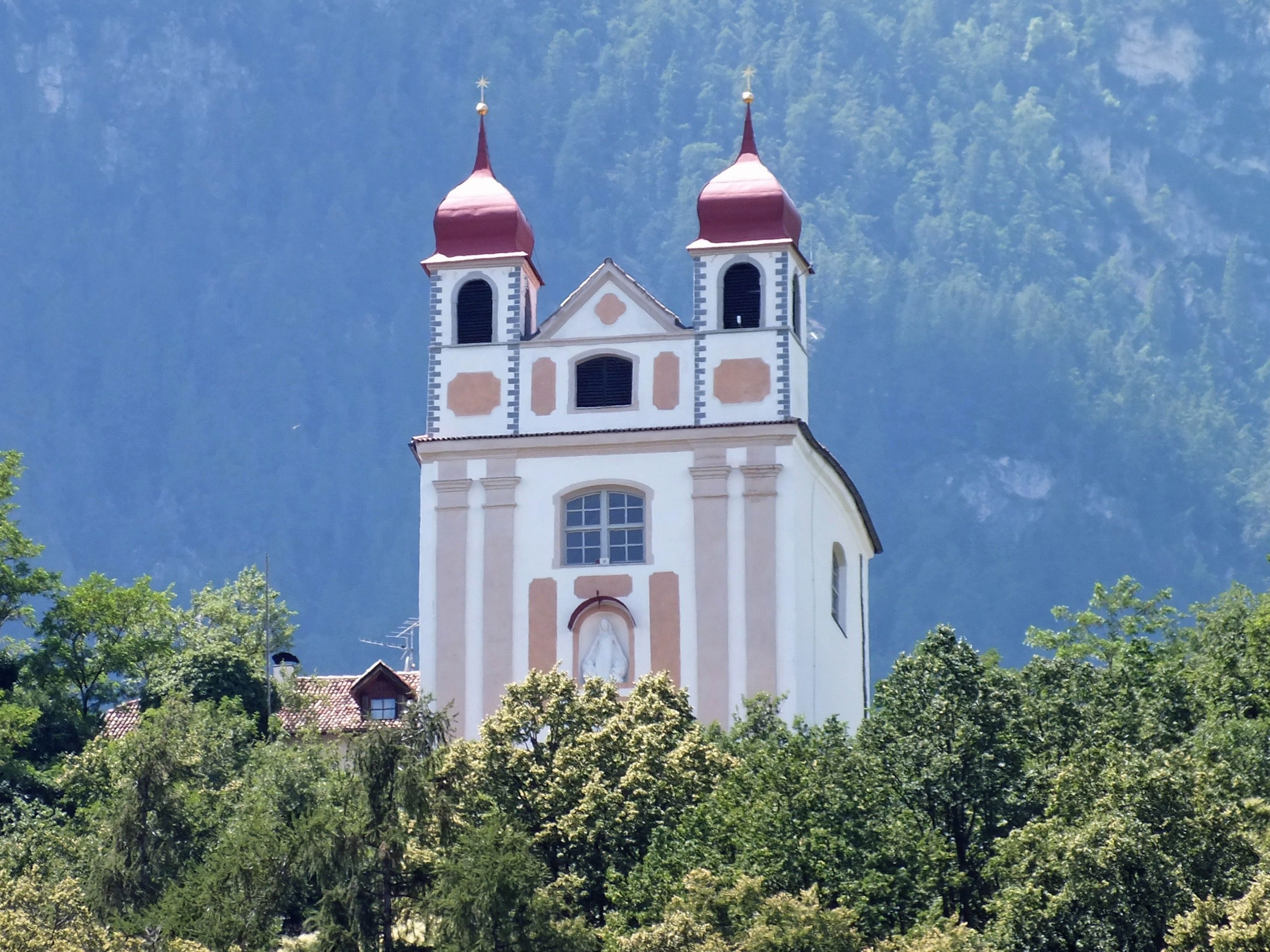
Die Heilig-Kreuz-Kirche (Gleifkirche)

Die Heilig-Kreuz-Kirche in der Fraktion St. Michael der Gemeinde Eppan an der Weinstraße ist eine Kalvarienbergkirche. Wegen ihrer Lage auf dem Gleifhügel wird sie auch Gleifkirche genannt. Sie gehört zur Pfarrei St. Michael Eppan und steht unter Denkmalschutz.

## Baubeschreibung
Einem schlichten Hauptschiff auf einer Grundfläche von etwa zehn mal zehn Metern schließt sich nach Westen ein schmalerer und niedrigerer Chor mit geradem Chorschluss an. Die Kirche ist also nicht geostet. Der zum Ort gerichtete Westgiebel mit dem Eingang ist als Schaugiebel gestaltet. Zwei doppelte farblich abgesetzte Lisenen begrenzen ihn. Weitere Farbfelder sind harmonisch verteilt. Über dem Eingang rahmen sie eine Skulptur zum Thema „Lasset die Kinder zu mir kommen“. Zwei zierliche Türmchen mit roten Hauben bilden den oberen Abschluss.
Das Innere der Kirche trägt ein Kreuzgratgewölbe und einige Stuckverzierungen. Der Hochaltar und die beiden aufwändigeren Seitenaltäre sind barock gestaltet. Das Bild des Hochaltars stammt von Matthias Pussjäger (1654–1734).
Nach Süden schließt sich an die Kirche das Mesnerhaus an, das ebenfalls unter Denkmalschutz steht.

## Geschichte
Die Anlage von Kalvarienbergen war eine Erscheinung der Gegenreformation. Nachdem 1680 am Virglhügel in Bozen ein Kalvarienberg entstanden war und zahlreiche Südtiroler Gemeinden dem Beispiel gefolgt waren, entschlossen sich 1716 die Kapuziner im Kloster St. Michael zur Errichtung ihres Kalvarienberges. Es wurden sieben Passionsstationen und die abschließende Kirche auf dem Berg in Angriff genommen. Im 19. Jahrhundert kamen zwei weitere Kapellenbildstöcke hinzu. Architekt der von 1718 bis 1720 erbauten Kirche war vermutlich Giuseppe Carlo Delai aus der bekannten italienischen Baumeisterfamilie. Die meisten der heute vorhandenen Skulpturen der Passionsstationen stammen von 1836 von Anton Rainalter (1788–1851) aus Bozen.

## Der Kalvarienberg

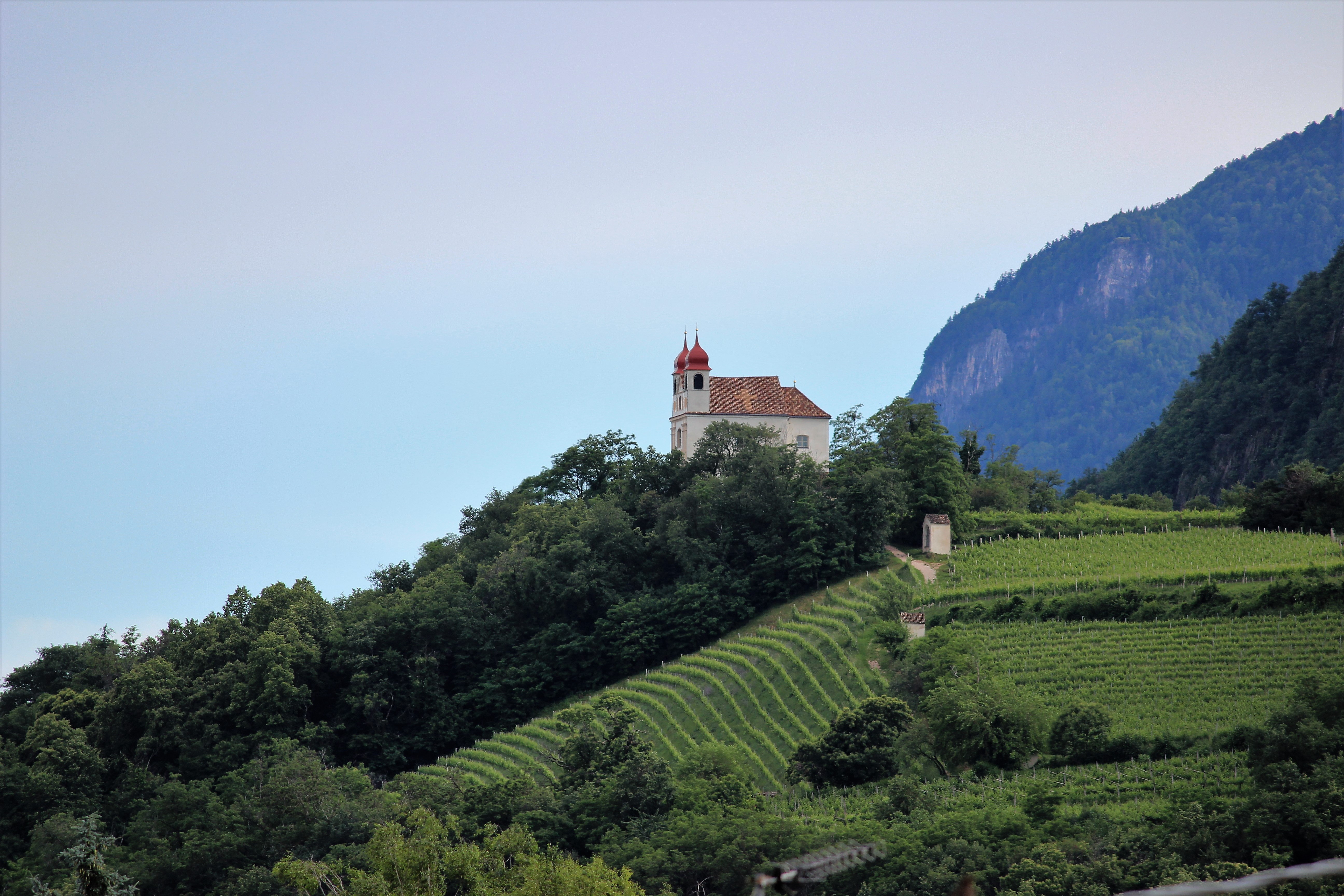
Gleifhügel mit Gleifkirche und zwei der Passionsstationen

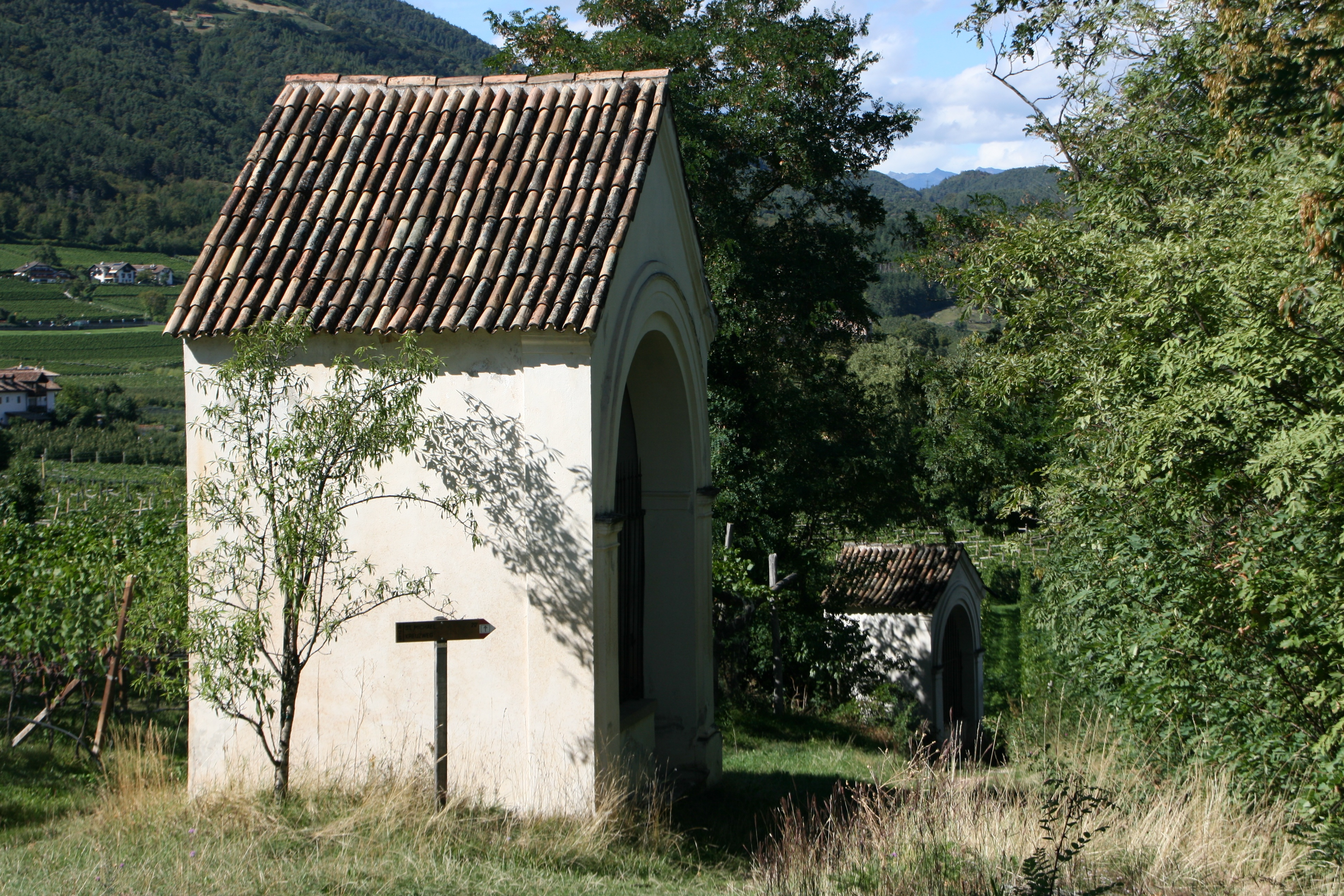
Letzte der Passionsstationen

Der Passionsweg auf den Gleifhügel (italienisch Monte Calvario) von der Pfarrkirche St. Michael bis zur Heilig-Kreuz-Kirche als Abschluss des Weges überwindet auf 400 m Luftlinie einen Höhenunterschied von 130 Metern. Am Wege befinden sich teilweise in kleinen Kapellen und zum Teil in Lebensgröße neun Darstellungen des Leidensweges Jesu. Die Themen sind im Einzelnen:
- 1. Abschied Christi von seiner Mutter
- 2. Ölberg
- 3. Christus vor Kaiphas
- 4. Geißelung
- 5. Dornenkrönung
- 6. Verspottung
- 7. Verurteilung durch Pilatus
- 8. Kreuztragung
- 9. Kreuzigung